# Filtben
Filtben är omoget ben, och till skillnad från det mogna inte ordnat i lameller. Det har också högre andel celler än moget ben. Benvävnaden i filtben är oregelbundet organiserad, till skillnad från det strukturerade lamellära benet. Lamellärt ben innehåller mindre grundsubstans och är mer mineraliserat. Filtben finns hos vuxna människor i örat. Nybildad benvävnad är filtben, men omorganiseras till lamellärt ben när det mognar. Denna omorganisation av benvävnaden stimuleras då benvävnaden utsätts för mekanisk belastning.